# Cäsar Stenzel
Cäsar Stenzel (zm. 1877) – niemiecki architekt działający w Poznaniu, poznański architekt miejski (według ówczesnej nomenklatury: radca budowlany).

## Życiorys
Był architektem o warsztacie tradycyjnym, w którym przede wszystkim podtrzymywał wzorce późnoklasycystyczne, mocno powiązane z realizacjami berlińskimi. Mimo to określano go jako dobrego fachowca. Architektem miejskim Poznania był w latach 1865–1877 (do śmierci). W latach 1866–1867 opracował dla miasta nową ordynację budowlaną, której celem była poprawa warunków życia najuboższych warstw społeczeństwa poznańskiego. Opór właścicieli kamienic spowodował, że uchwalono ją jednak dopiero w 1877.
Następcą Stenzla na stanowisku architekta miejskiego w Poznaniu był Heinrich Grüder.

## Dzieła
Do jego głównych dzieł zrealizowanych w Poznaniu należą:
- Teatr Miejski, pierwotny budynek, przed przebudową Davida Gilly'ego na tzw. Arkadię,
- trzy budynki szkół miejskich,
- pomnik nachodzki (1870),
- przebudowa placu Wolności (ówczesnego placu Wilhelmowskiego) na założenie parkowe,
- Szpital Miejski przy ul. Szkolnej, projekt z lat 1874–1875, ale prace były prowadzone w latach 1878–1881 pod nadzorem jego następcy, Heinricha Grüdera[2],
- fabryka Józefa Zeylanda (1871),
- Most Chwaliszewski (strona inżynieryjna projektu), 1878, oddany jako budowla mało nowatorska, ale bardzo trwała[1],
- Nowy Ratusz – pierwszy, niezrealizowany projekt z 1865[3].